# حسين القديحي
حسين بن علي القديحي البلادي البحراني (1 يونيو 1885 - 12 فبراير 1968) فقيه مسلم ومحدث ومؤلف وشاعر سعودي في القرن 20 م/ 14 هـ. ولد في النجف ودرس بها النحو علی محمد آل نمر وعلی والده الفقه والأصول ونال بالإجازات. اهتم بالأدب ونظم الشعر وله كثير من المؤلفات مطبوعة ومخطوطة في موضوعات دينية. توفي في القديح ودُفن بها. 

## سيرته
ولد حسين بن علي بن الحسن بن علي بن سليمان آل حاجي البلادي القديحي في النجف 18 شعبان 1302 هـ/ 1 يونيو 1885 م ونشأ بها على والده المتوفي 1340 هـ، قرأ مقدماته الأولية عليه ثم رجع معه إلى الإحساء. درس على محمد العوامي وحسن علي البدر وعلي الجشي ومحمد علي البحراني ومحمد علي النهاش، ثم رجع إلى النجف وحضر الأبحاث العالية على باقر الشخص ثم رجع إلى بلاده وقام بوظائفه الشرعية واهتم بالأدب ونظم الشعر. 

أجيز بالاجتهاد والرواية سنة 1371 هـ عن محمد مهدي الأصفهاني الكاظمي وحسن الصدر ومهدي الغريفي وأبي الحسن علي الخنيزي وفرج القطيفي وضياء الدين الأصفهاني وعلي الأسكوئي ومحمد جواد التبريزي وباقر الشخص وعبد الكريم الزنجاني وأغا بزرك الطهراني. 

وكان محدثاً ويروي عنه فرج القطيفي ورضا الهندي وضياء الدين الإصفهاني وعلي المرهون وعلي التاروتي ومحسن العرب البحراني ومنصور المرهون ومحمد رضا الخرسان وسعيد العوامي.

توفي في القديح 14 ذي القعدة 1387 هـ/ 12 فبراير 1968 (أو 13 ذي القعدة) ودفن بها. 

## شعره
ومن شعره ما أورده في رياض المدح والرثاء :

## مؤلفاته
- منية الاديب وبغية الأديب
- رياض المدح والرثاء شعر في مدح ورثاء الأئمة.
- مقتل العباس
- الفوائد الندية في بعض المسائل التقليدية
- وفاة الإمام السجاد
- وفاة الإمام الصادق
- وفاة الإمام الكاظم
- غاية المطلوب لترويح القلوب، كشكول.
- الأربعون حديثاً في أصول الدين، مخطوط.
- الأربعون حديثاً في فروع الدين، مخطوط.
- الأرجوزة في التوحيد، مخطوط.
- بغية المرتاد في الأدعية والأعمال والأوراد، مخطوط.
- بلغة الرضا في الإجازة لسيدنا الرضا، مخطوط.
- تفريح القلوب، كشكول، مخطوط.
- تحفة الأحباب لتفريح الكروب والأوصاب، مخطوط.
- التحفة الحسينية إجازته لشيخ محسن عرب
- التحفة الحسينية في المواعظ والمناقب والخطب
- جامع الفوائد في الأدعية والأوراد
- روح الجنان في أعمال شهر رمضان
- سعادة الدارين في أحوال مولانا الحسين
- سفينة المساكين مختصر أعمال رمضان.
- شرح منظومة لوالده.
- غاية أمل الآمل في انتخاب الوسائل
- فوز المعاد في الأدعية والأوراد
- كنز الدرر ومجمع الغرر
- كنز الفوائد
- كنز المناقب